# Opava zastávka
Opava zastávka (Opawa przystanek) – przystanek kolejowy w Opawie, w kraju morawsko-śląskim, w Czechach. Znajduje się na wysokości 250 m n.p.m. i leży na linii kolejowej nr 317 łączącej Opawę z Hlučínem.